# Championnat de Hong Kong de football 1981-1982
Navigation
Saison précédente Saison suivante
La saison 1981-1982 du Championnat de Hong Kong de football est la trente-septième édition de la première division à Hong Kong, la First Division League. Elle regroupe, sous forme d'une poule unique, les onze meilleures équipes du pays qui se rencontrent deux fois, à domicile et à l'extérieur. En fin de saison, pour permettre le passage à 10 clubs, les deux derniers du classement sont relégués et remplacés par le meilleur club de Second Division League, la deuxième division hongkongaise.
C'est le club de Seiko SA, triple tenant du titre, qui remporte à nouveau le championnat cette saison après avoir terminé en tête du classement final, avec six points d'avance sur Happy Valley AA et onze sur Bulova FC. C'est le sixième titre de champion de Hong Kong de l'histoire du club.

## Clubs participants
- Seiko SA
- Bulova FC
- Hong Kong Rangers - Promu de D2
- South China AA
- Eastern AA
- Happy Valley AA
- Tung Sing FC
- Po Chai Pills FC - Promu de D2
- Tsuen Wan FC
- Sea Bee FC
- Caroline Hill FC

## Compétition
Le barème de points servant à établir les classements se décompose ainsi :
- Victoire : 2 points
- Match nul : 1 point
- Défaite : 0 point

### Classement
| Rang | Équipe             | Pts | J  | G  | N | P  | Bp | Bc | Diff |
| ---- | ------------------ | --- | -- | -- | - | -- | -- | -- | ---- |
| 1    | Seiko SAT          | 34  | 20 | 15 | 4 | 1  | 45 | 15 | +30  |
| 2    | Happy Valley AA    | 28  | 20 | 11 | 6 | 3  | 30 | 14 | +16  |
| 3    | Bulova FC          | 23  | 20 | 7  | 9 | 4  | 32 | 18 | +14  |
| 4    | Eastern AA         | 20  | 20 | 8  | 4 | 8  | 24 | 23 | +1   |
| 5    | Sea Bee FC         | 19  | 20 | 7  | 5 | 8  | 28 | 30 | -2   |
| 6    | Tsuen Wan FC       | 19  | 20 | 6  | 7 | 7  | 22 | 27 | -5   |
| 7    | South China AA     | 17  | 20 | 6  | 5 | 9  | 21 | 24 | -3   |
| 8    | Tung Sing FC       | 17  | 20 | 6  | 5 | 9  | 26 | 31 | -5   |
| 9    | Hong Kong RangersP | 17  | 20 | 4  | 9 | 7  | 16 | 22 | -6   |
| 10   | Caroline Hill FC   | 16  | 20 | 4  | 8 | 8  | 21 | 32 | -11  |
| 11   | Po Chai Pills FCP  | 10  | 20 | 3  | 4 | 13 | 15 | 44 | -29  |

|  | Champion de Hong Kong 1982                                                 |
|  | Relégation directe en deuxième division                                    |
|  | T : Tenant du titre C : Vainqueur de la Coupe de Hong Kong P : Promu de D2 |

## Bilan de la saison
| Championnat de Hong Kong de football 1981-1982 |                     |
| Champion                                       | Seiko SA (6e titre) |
| Coupes et trophées                             |                     |
| Vainqueur de la Coupe de Hong Kong 1981-1982   | Bulova FC           |
| Promotions et relégations                      |                     |
| Promus en First Division League                | Ryoden FC           |
| Relégués en Second Division League             | Caroline Hill FC    |
| Relégués en Second Division League             | Po Chai Pills FC    |